# Age of Empires III: Definitive Edition
Age of Empires III: Definitive Edition è un videogioco di strategia in tempo reale sviluppato dalla Tantalus Media e pubblicato dai Microsoft Studios il 15 ottobre 2020.
Si tratta della versione rimasterizzata e rinnovata del videogioco Age of Empires III uscito originariamente nel 2005.

## Descrizione
La versione rimasterizzata contiene una grafica migliorata e adattabile agli schermi ad alta risoluzione e 4K (con texture più dettagliate, effetti di animazione più realistici e altro ancora), una IA potenziata e più realistica, nuove modalità di gioco, nuove civiltà e svariate nuove unità ed edifici.

### Novità

#### Nuove modalità (Generali)
- Battaglie storiche
- "L'arte della guerra"
- Sfide settimanali

#### Nuove modalità per Schermaglia
- Magnate: i giocatori competono per ottenere il massimo punteggio entro un certo intervallo di tempo o quando un giocatore supera di un certo distacco gli altri, ma le unità militari tendono a perdere salute lentamente.

#### Nuove civiltà
Elenco delle nuove civiltà introdotte nella Definitive Edition e nei DLC successivi:
- Stati Uniti d'America (precedentemente disponibile solo come "civiltà rivoluzionaria")
- Etiopia
- Hausa
- Inca
- Italia
- Malta
- Messico
- Svezia

In particolare la civiltà degli italiani e soprattutto quella dei messicani introducono delle novità che modificano in buona parte il gameplay.

### Sviluppo
Originariamente annunciata al Gamescon del 2017, nel 2019 Microsoft fornisce ulteriori dettagli di questa versione rimasterizzata (insieme a quelle delle precedenti edizioni della serie).
Durante il corso di febbraio e di aprile 2020 si svolgono le prime beta pubbliche di alcune parti del gioco, sia in modalità singolo giocatore che multiplayer. Nell'agosto dello stesso anno fu annunciato il trailer ufficiale, mentre il 15 ottobre viene reso disponibile in tutto il mondo tramite download digitale sui principali negozi virtuali.
Dopo il 2020, sono seguite alcune espansioni e alcuni DLC ufficiali aggiuntivi che hanno ulteriormente ampliato il numero di civiltà, di unità e di novità in generale:
- Civiltà degli Stati Uniti (13 aprile 2021)
- AoE III: DE - The African Royals (2 agosto 2021)
- Civiltà del Messico (1º dicembre 2021)
- AoE III: DE - Knights of the Mediterranean (26 maggio 2022)